# Nick Wayne
Nicholas Finley (né le 10 juillet 2005 à Seattle (Washington)) est un catcheur (lutteur professionnel) américain. Il travaille actuellement à la All Elite Wrestling, sous le nom de "The Prodigy" Nick Wayne, où il était champion du monde Trios avec Christian Cage et Killswitch.

## Carrière

### Débuts de carrière (2018-2023)
Wayne commence le catch dès son enfance, entraîné par son père Buddy Wayne,. Il fait ses débuts le 27 avril 2018.  
Le 31 juillet 2022, Wayne participe à un match à quatre participants lors de l'événement Ric Flair's Last Match, remporté par Jonathan Gresham. Le 16 juin 2022, à 17 ans, il combat contre Will Ospreay à la Game Changer Wrestling (en) lors de GCW: I Never Liked You mais perd le match.

### All Elite Wrestling (2023-...)
Le 14 février 2022, lors du 5e anniversaire de la promotion indépendante Defy, le catcheur de la All Elite Wrestling et son mentor, Darby Allin, lui fait officiellement signer un contrat avec la compagnie.
Le 12 juillet 2023 à Dynamite, il fait ses débuts en tant que Face, dispute son premier match, mais perd face à Swerve Strickland.
Le 1er octobre, lors du pré-show à WrestleDream, il perd face à Luchasaurus. À la fin de la soirée, lors du match entre Christian Cage et Darby Allin pour le titre TNT de la AEW, il effectue un Heel Turn en attaquant son propre mentor avec la ceinture du premier, permettant à celui-ci de conserver sa ceinture. Après le combat, il s'allie officiellement avec le vétéran canadien et son adversaire du pré-show, jusqu'à ce que Sting et Adam Copeland, qui fait ses débuts avec la fédération, ne viennent en aide au second. Le 18 novembre à Full Gear, les trois catcheurs perdent face à Sting, Darby Allin et Adam Copeland dans un Trios match.
Le 20 juillet 2024 à Collision, ses deux partenaires et lui deviennent les nouveaux champions du monde Trios en battant Bang Bang Gang (Juice Robinson et The Gunns) et remportent les titres pour la première fois de leurs carrières.

## Vie privée
Wayne est un catcheur de troisième génération, il est le fils de Buddy Wayne et le petit-fils d'Ed Moretti, membre des Moondogs (en),,,.

## Palmarès
- 5CC Wrestling
  - Champion de la 5CC Wrestling (1 fois)
- DEFY Wrestling
  - Champion du monde de la DEFY (1 fois)
- Game Changer Wrestling (en)
  - Champion par équipe de la GCW (1 fois) – avec Jordan Oliver
- Pro Wrestling Illustrated
  - Classé 147ème parmi les 500 meilleurs catcheurs dans le PWI 500 en 2023[14]